# Trận Soor (1745)
Trận Soor diễn ra vào ngày 30 tháng 9 năm 1745 gần làng Soor (Böhmen) trên biên giới Áo-Phổ trong chiến tranh Schlesien lần thứ hai và chiến tranh Kế vị Áo. Tại đây thống chế Áo Karl Alexander lập kế hoạch đem 4 vạn quân Áo-Sachsen đột kích vào hơn 2 vạn quân Phổ do vua Friedrich II chỉ huy, trong lúc người Phổ đang triệt thoái về Schlesien sau một cuộc tấn công bất thành vào lãnh thổ Áo. Tuy nhiên, liên quân Áo-Sachsen triển khai tấn công khá chậm, tạo điều kiện cho quân Phổ chủ động phản kích và đánh bật hoàn toàn liên quân khỏi trận địa. Đây là thất bại lớn thứ hai của quân đội Áo trong chiến tranh Schlesien lần hai.

## Bối cảnh
Năm 1740, vua Phổ Friedrich II khởi 2,7 vạn binh đánh Schlesien, một vùng đất giàu có của Đại Công quốc Áo. Năm 1741, đại quân Áo từ Mähren đến đánh, bị Friedrich phá tan trong trận Mollwitz. Năm 1742, Friedrich lại thắng trận Chotusitz, Áo đành ký hòa ước Breslau trao Schlesien cho Phổ. Đến nam 1744, đại công nương Áo Maria Theresia liên minh với Sachsen hòng chiếm lại Schlesien, mở ra chiến tranh Schlesien lần thứ hai. Tháng 6 năm 1745, liên quân Áo-Sachsen do thống chế Karl Alexander chỉ huy đánh Schlesien nhưng bị Friedrich II giáng cho thảm bại trong trận Hohenfriedberg. Tuy nhiên, sau chiến thắng Hohenfriedberg, Friedrich không truy kích và nhờ vậy liên quân đã rút lui an toàn về vùng Böhmen (Áo). Tại đây lực lượng liên minh đã dần dần chấn chỉnh đội ngũ và xây dựng phòng tuyến từ sau lưng sông Adler tới thị trấn Königgrätz.
Giữa tháng 7 năm 1745, sau vài tuần án binh bất động, Friedrich kéo quân đánh vùng đông bắc Böhmen nhằm phá hủy các căn cứ tiếp vận và đạn dược của liên quân, khiến Karl không thể tấn công Schlesien một lần nữa. Quân Phổ ban đầu tiến sâu tới thượng lưu sông Elbe mà không gặp sự chống cự nào. Ngày 20 tháng 7, quân đội Phổ vượt sang bờ tây sông Elbe và từ đây, họ có thể nhìn thấy trận địa phòng thủ của Áo. Tuy nhiên, quân hai bên đều chủ trương tránh giao chiến lớn. Mặt khác, Karl cho các đơn vị khinh kỵ tích cực đánh phá các tuyến liên lạc của địch và ngăn chặn quân khinh kỵ Phổ cướp lương thảo của Áo. Thấy cục diện không ổn, quân Phổ lùi về bờ đông sông Elbe và bắt đầu rút lui tới Schlesien vào ngày 18 tháng 9.
Khi đến gần biên giới Schlesien, Friedrich cho quân nghỉ chân vài ngày gần thị trấn Burkersdorf ven bìa rừng Königreich; ông ta phòng bị doanh trại một cách lỏng lẻo vì nghĩ rằng địch chỉ cho khinh kỵ binh quấy nhiễu. Trên thực tế, người Áo vừa cử quân khinh kỵ đánh tiêu hao kỵ binh Phổ, vừa tiến hành thăm dò khả năng tấn công đánh bại quân chủ lực địch. Ngày 24 tháng 9, Karl quan sát thấy Friedrich quên chiếm lĩnh Graner-Koppe – một ngọn đồi lớn nằm trên hướng tây bắc doanh trại Phổ và khống chế vùng đồng trống phía bắc và phía nam. Tuyến đường mà Friedrich đã chọn làm đường rút quân về Schlesien cũng không nằm ngoài phạm vi khống chế của đồi này. Do vậy, Karl quyết định tiến quân vòng qua sườn địch dưới sự che chở của rừng Königreich, sau đó chiếm cứ đồi Graner-Koppe rồi đột kích vào sườn phải và tiêu diệt quân Phổ.
Ngày 29 tháng 9, Karl dẫn 4 vạn quân Áo-Sachsen di chuyển qua vùng rừng Königreich. Cuộc hành quân diễn ra thuận lợi và đến đêm hôm đấy, liên quân Áo-Sachsen đã tiếp cận đồi Graner-Koppe. Karl dàn trải quân trung tâm và cánh phải liên minh trên hướng nam Graner-Koppe, đồng thời tập trung một lực lượng tinh nhuệ của cánh trái gồm 10 tiểu đoàn hỏa mai, 15 tiểu đoàn xung kích, 30 khối thiết kỵ và long kỵ binh, 15 đại đội cacbin và bộ binh cưỡi ngựa, cùng 16 đại pháo trên đỉnh đồi. Karl cũng bố trí 45 khối kỵ binh cánh trái chốt giữ canh giữ hướng bắc đồi Graner-Koppe. Trong khi đó, do tự tin rằng liên quân sẽ không tấn công, Friedrich đã cho một số đơn vị rút trước vào Trautenau vào sáng ngày 30 tháng 9; quyết định này cùng với tổn thất do thương vong, bệnh tật và đào ngũ trong tháng 7 – 9 đã làm quân chủ lực Phổ chỉ còn 22 nghìn người. Quân Phổ cũng gặp khó khăn do không quen thuộc với địa hình nơi đóng quân. Tuy nhiên, sương mù dày đặc cùng với các sai sót trong việc triển khai lực lượng đã ngăn cản quân liên minh tấn công vào rạng đông ngày 30 tháng 9.

## Trận đánh
5h sáng ngày 30 tháng 9, khi Friedrich II đang bàn bạc với các tướng về việc rút quân, ông ta được cấp báo rằng kỵ binh Áo đã xuất hiện trên cánh phải quân Phổ. Trong lúc Friedrich chạy đi kiểm chứng, toàn bộ lực lượng Phổ đã tự giác triển khai đội hình hành quân. Sau khi nhanh chóng nắm bắt thế trận, Friedrich truyền lệnh cho quân đội tiến sang phải theo hướng đông nam làng Burkersdorf, sau đó lần về phía bắc cho đến khi áp sát chân đồi Graner-Koppe, rồi lập đội hình chiến đấu đối diện với liên quân. Friedrich dự định tập trung xung lực vào cánh phải và tung cánh này công kích đồi Graner-Koppe, trong khi quân trung tâm và cánh trái được dự trữ ở hậu tuyến. 

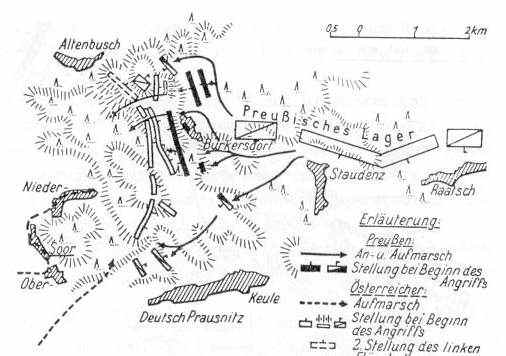
Bản đồ trận Soor.

Lúc 8h sáng, khi cuộc điều quân của người Phổ đã gần hoàn tất, sương mù tan và pháo binh Áo tổ chức bắn phá đội hình kỵ binh cánh phải của địch. Quân kỵ binh Phổ chịu thiệt hại khá nặng, nhưng vẫn duy trì hàng ngũ. Ngay lập tức, Friedrich phát lệnh cho 26 khối kỵ binh đi vòng sang sườn bắc đồi Graner-Koppe để "dọn dẹp" kỵ binh Áo-Sachsen và khai lối cho bộ binh Phổ xung phong chiếm Graner-Koppe. Kỵ binh Phổ lập đội hình tấn công gồm trung đoàn Quân cảnh, trung đoàn thiết kỵ Buddenbrock ở tuyến đầu cùng 3 trung đoàn khác và 1 đại đội Cận vệ ở tuyến sau. Cuộc hành quân sang sườn đồi Graner-Koppe đã đưa kỵ binh Phổ thoát khỏi tầm bắn của đại bác Áo, nhưng có một rủi ro mà Friedrich không tiên liệu trước, đó là việc tiếp cận Graner-Koppe từ hướng bắc đòi hỏi kỵ binh Phổ phải đi qua một thung lũng vừa chật hẹp, vừa lởm chởm gần chân đồi. May mắn cho Friedrich, tinh thần kỷ luật mạnh mẽ của quân thiết kỵ Phổ đã giúp họ giữ được hàng ngũ và từng bước leo lên dốc. Giao chiến đã bùng phát khi kỵ binh Phổ bắt gặp 45 khối kỵ binh cánh trái liên minh. Hai bên lúc đầu đánh nhau không phân thắng bại, nhưng kỵ binh Phổ đã dần dần chiếm ưu thế và đánh bật lực lượng kỵ binh có quân số đông hơn của liên quân vào rừng Königreich. Để ngăn cản đà tháo chạy của kỵ binh, tướng Áo Lobkowitz rút súng ngắn bắn chết 3 binh sĩ, nhưng không lâu sau đó Lobkowitz bị một nhóm lính đẩy xuống một cái mương.
Chiến thắng của kỵ binh Phổ đã dọn đường cho bộ binh đánh thốc vào Graner-Koppe. Friedrich huy động tuyến thứ nhất của lực lượng bộ binh cánh phải Phổ – gồm 3 tiểu đoàn xung kích và 3 tiểu đoàn của trung đoàn Anhalt – xung kích lên đỉnh đồi. Thực hiện học thuyết chiến thuật của mình, bộ binh Phổ không khai hỏa, vác thạch cơ điểu thương trong khi di chuyển qua vùng hỏa lực của pháo binh và bộ binh liên quân Quân Phổ chịu thương vong rất lớn: vương công Albrecht – anh vợ Friedrich II – đã gục chết trước mặt đơn vị của mình, và tiểu đoàn Wedel hao tổn đến 3/4 biên chế. Khi người Phổ đến cách đỉnh đồi 150 bước, 5 đại đội xung kích Áo do đại tá Anton Beneda chỉ huy đã hô to "Maria Theresia muôn năm!" và ào lên phản kích, hất địch xuống chân đồi. Tuy nhiên, quân Phổ không hề tan rã: tàn quân từ tuyến thứ nhất được trộn vào 5 tiểu đoàn của tuyến thứ hai và chấn chỉnh đội ngũ, sau đó mở một đợt xung phong mới lên đồi Graner-Koppe. Lần này người Phổ thành công hơn, do cuộc phản kích của Beneda đã vô tình đẩy bộ binh Áo vào tầm hỏa lực của pháo binh Áo-Sachsen, khiến pháo binh liên quân không dám khai hỏa vì sợ làm chết quân bạn. Quân Phổ đã tràn lên đỉnh đồi, tịch thu các đại bác của Áo-Sachsen và đánh bại bộ binh địch sau nhiều trận giáp lá cà dữ dội.
Trong khi hai bên còn đang giằng co trên đồi Graner-Koppe, quân dự bị Phổ (gồm lực lượng trung tâm và cánh trái) đứng chân trên các vị trí đối diện với quân cánh phải và trung tâm Áo-Sachsen. Không cần chờ lệnh nhà vua, các chỉ huy trung tâm và cánh trái đã chủ động xua quân đánh trực diện vào trận địa đối phương phía nam Graner-Koppe. Cuộc tấn công của quân Phổ gặp nhiều khó khăn do hỏa lực mạnh của một khẩu đội Áo trên hướng tây-tây-nam làng Burkersdorf. Trước nguy cơ bị chặn đứng, đại tá Phổ Ferdinand von Braunschweig-Wolfenbüttel đã tự mình dẫn tiểu đoàn 2 Cận vệ ôm lê xông lên đánh thủng trung tâm liên quân. Các trung đoàn thiết kỵ Bornstedt và Rochow trên cánh trái Phổ cũng triển khai tấn công và bắt sống 850 lính bộ binh liên quân. Trong khi đó, lực lượng kỵ binh cánh phải liên minh hoàn toàn làm ngơ trước những áp lực mà bộ binh gánh chịu. Đến đầu chiều, thống chế Karl cho rút toàn bộ lực lượng liên quân vào rừng Königreich. Friedrich sai kỵ binh tiến hành truy kích, nhưng do kỵ binh Phổ đã mệt lã nên không đơn vị nào chịu chấp hành mệnh lệnh.

## Kết cuộc
Trận Soor kết thúc với thất bại nặng nề cho liên minh Áo-Sachsen. Thiệt hại về nhân lực của liên quân lên đến 7444 người trong khi phía Phổ chỉ tốn thất 3911 quân – bao gồm 856 người thiệt mạng và 3055 bị thương. Cùng với trận Hohenfriedberg trước đó, kết quả của trận Soor cho thấy ưu thế vượt trội về kỷ luật và chất lượng chiến đấu của quân đội Phổ so với quân đội Áo-Sachsen. Trong cả hai trận đánh, kỵ binh liên minh luôn bị kỵ binh Phổ đánh bại, còn bộ binh liên minh tuy chiến đấu dũng cảm nhưng vẫn kém xa bộ binh Phổ. Trận Soor cũng là lần đầu tiên quân Phổ đánh thắng một lực lượng Áo-Sachsen có quân số đông hơn mình.
Sau trận đánh, quân Phổ trụ lại thêm 5 ngày nữa trong một doanh trại phía tây bắc trận địa, để tỏ rõ vinh dự của bên chiến thắng. Ngày 6 tháng 10, họ mới thong thả lui về nước. Đến ngày 19 tháng 10 Friedrich về tới thủ đô Berlin.
Sau thảm bại ở Soor, phe Áo-Sachsen vẫn quyết không nhượng bộ Phổ. Tháng 11 năm 1745, vương công Karl họp 2 vạn quân Áo-Sachsen ở Oberlausitz (Sachsen), định đánh thọc vào vùng trung tâm Brandenburg của Phổ. Friedrich quyết định đánh phủ đầu, chia quân làm 2 cánh, cánh phía đông do Friedrich trực tiếp chỉ huy từ Schlesien cuốn sang Oberlausitz, cánh phía tây do thống chế Leopold I von Anhalt-Dessau chỉ huy từ Halle đánh bắc và trung bộ Sachsen. Friedrich vào Oberlausitz, đánh với quân của Karl trong các trận Katholisch-Hennersdorf và Görlitz (23-25 tháng 11 năm 1745). Karl tổn hao 5 vạn quân, lại phải chạy về Böhmen, nhưng vẫn đủ sức chi viện 6 nghìn quân Áo cho quân chủ lực của Sachsen vốn đang bị Leopold uy hiếp. Leopold vào Sachsen, phá 2,5 vạn quân Sachsen và 6 nghìn quân Áo trong trận Kesselsdorf đẫm máu. Đến đây Maria Theresia mới chấp nhận thất bại. Giáng sinh năm 1745, phe Áo-Sachsen ký hòa ước Dresden nhường Schlesien cho Phổ; đáp lại Friedrich chịu tôn phò chồng Theresia là Franz Stefan làm hoàng đế La-Đức. 

### Trích dẫn
1. 1 2 3 4 5 6 7  Zabecki 2014, tr. 1209.
2. 1 2 3 4 5  Duffy 2015, tr. 71.
3. ↑  Bassett 2015, tr. 105-107..
4. ↑  Zabecki 2014, tr. 1371.
5. ↑  Tucker 2015, tr. 208-212..
6. 1 2 3 4 5 6 7 8 9 10 11 12  Showalter, Dennis (2012). Frederick the Great: A Military History. Casemate Publishers. ISBN 1783034793.
7. 1 2 3 4 5 6  Duffy 2015, tr. 66-69..
8. ↑  Browning 1995, tr. 235-238..
9. 1 2 3 4 5 6  Duffy 2015, tr. 69.
10. 1 2 3 4 5  Duffy 2015, tr. 70.
11. 1 2 3 4 5  Asprey 1986, tr. 334-337..
12. 1 2  Bassett 2015, tr. 106.
13. ↑  Duffy 1974, tr. 66-69..
14. 1 2  Duffy 2015, tr. 59-62..
15. ↑  Zabecki 2014, tr. 618-620..